# Grumman S-2 Tracker
Il Grumman S-2 Tracker era un bimotore imbarcato da pattugliamento marittimo e lotta ASW (antisommergibile) prodotto dall'azienda statunitense Grumman Aircraft Engineering Corporation nel periodo tra gli anni cinquanta e sessanta.
Impiegato principalmente dalla United States Navy, venne utilizzato in numerose forze aeree ed aviazioni di marina mondiali, tra le quali anche l'italiana Aeronautica Militare, ed attualmente risulta essere ancora in servizio presso l'argentina Aviación Naval.

## Storia
Alla fine degli anni quaranta la US Navy aveva delegato il compito del pattugliamento aereo dell'area a difesa delle proprie unità navali al Grumman AF Guardian, un grande monomotore
derivato dal precedente TBF Avenger che aveva il limite di essere costretto ad operare in coppia, un velivolo attrezzato con apparecchiature radar con il compito di rilevare i sottomarini nemici ed un secondo equipaggiato con un siluro per poterlo colpire.
Con lo sviluppo della tecnologia bellica e l'inizio della Guerra Fredda che costrinse gli Stati Uniti ad una maggiore attenzione nella sorveglianza dei propri territori, la US Navy constatò che una simile soluzione era diventata obsoleta e che era necessario velocemente porvi rimedio. A tal scopo emise una specifica per la fornitura di un nuovo velivolo che potesse operare sia dalle portaerei che da basi a terra in grado di riunire in un solo modello i compiti svolti fino ad allora dall'AF Guardian.

### Sviluppo
La Grumman propose il progetto G-89, un modello bimotore caratterizzato dalle dimensioni compatte e dall'ala dritta dal notevole allungamento. L'inizio della guerra di Corea rese impellente l'esigenza da parte della marina militare statunitense di dotarsi velocemente del modello, per cui il 30 giugno 1950 venne emesso un contratto di fornitura per due prototipi XS2F-1 più altri 15 esemplari di serie S2F-1. Il programma di sviluppo riuscì a realizzare il primo esemplare alla fine del 1952 che venne portato in volo per la prima volta il 4 dicembre dello stesso anno. Le prove di volo confermarono la bontà del progetto aggiudicando definitivamente alla Grumman i futuri contratti di fornitura.
Successivamente vennero introdotte due sottoversioni, designate inizialmente WF Tracer (AEW) e TF Trader (trasporto) e che vennero cambiate in E-1 Tracer e C-1 Trader nella standardizzazione delle convenzioni di nomenclatura introdotta nelle forze armate statunitensi nel 1962.
L'S-2 venne soprannominato scherzosamente "Stoof" (da S-two-F) dai suoi equipaggi militari mentre il derivato E-1 Tracer, grazie al suo grande radome superiore, venne ribattezzato con il gioco di parole "stoof with a roof." (stoof con il tetto).
La Grumman produsse un totale di 1 185 Tracker mentre altri 99 esemplari, che assunsero la designazione CS2F, vennero realizzati su licenza in Canada dalla de Havilland Canada. I modelli di produzione statunitense vennero venduti a numerose nazioni tra le quali Australia, Giappone, Italia e Taiwan.

### Impiego operativo
Il primo reparto che ricevette il nuovo modello fu il VS-26 nel febbraio 1954.

## Utilizzatori

### Civili
Canada
- Conair Group Inc.

ha operato con la versione TS-2A/Conair Firecat (G-89).
- Saskatchewan Environment

ha operato con la versione TS-2A/Conair Firecat (G-89).
 Paesi Bassi
- KLM - Royal Dutch Airlines

ha operato con Tracker S-2(G-89/G-121/S2F) ex Koninklijke Marine, utilizzati dalla KLM per addestrare i suoi meccanici.
- Hemet Valley Flying Service

ha operato con la versione Tracker (TS-2A FF) (G-89)
- Marsh Aviation

ha operato con la versione Tracker S-2A (FF) (G-89)
- Sis-Q Flying Service

ha operato con la versione Tracker TS-2A (G-89/S2F-1T)
- Aero Union

oltre ad agire come operatore, nel 1973 l'Aero Union ha sviluppato il prototipo S-2 in versione cisterna per lo stato della California.

### Governativi

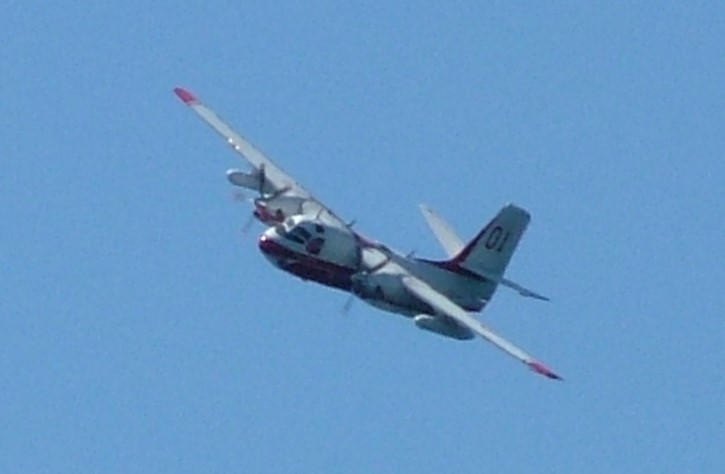
Un S-2FT Tracker della francese Sécurité Civile utilizzato per la lotta aerea antincendio.

Molti dei Tracker ritirati dal servizio operativo vennero venduti ad aziende private per incarichi di lotta aerea antincendio. Alcuni di questi vennero ricondizionati ed equipaggiati con nuovi motori turboelica.
 Francia
- Sécurité Civile

ha operato con la versione US-2A/Conair Turbo Firecat (G-89).
 Stati Uniti
- California Department of Forestry and Fire Protection

26 aerei S-2E/G acquisiti nel 1996 con il programma Federal Excess Personal Property (FEPP). Convertiti in aerei antincendio da Marsh Aviation, gli aerei sono stati aggiornati con moderni e più potenti motori turboelica moderni, con gli ultimi tre S-2T completati e consegnati nel 2005.

### Militari

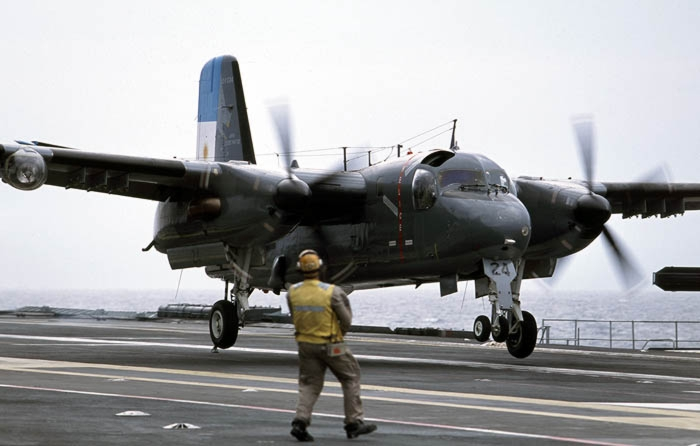
Un S-2T Turbo Tracker dell'argentina Aviación Naval in fase di appontaggio sulla portaerei NAe São Paulo durante la TEMPEREX 2002.

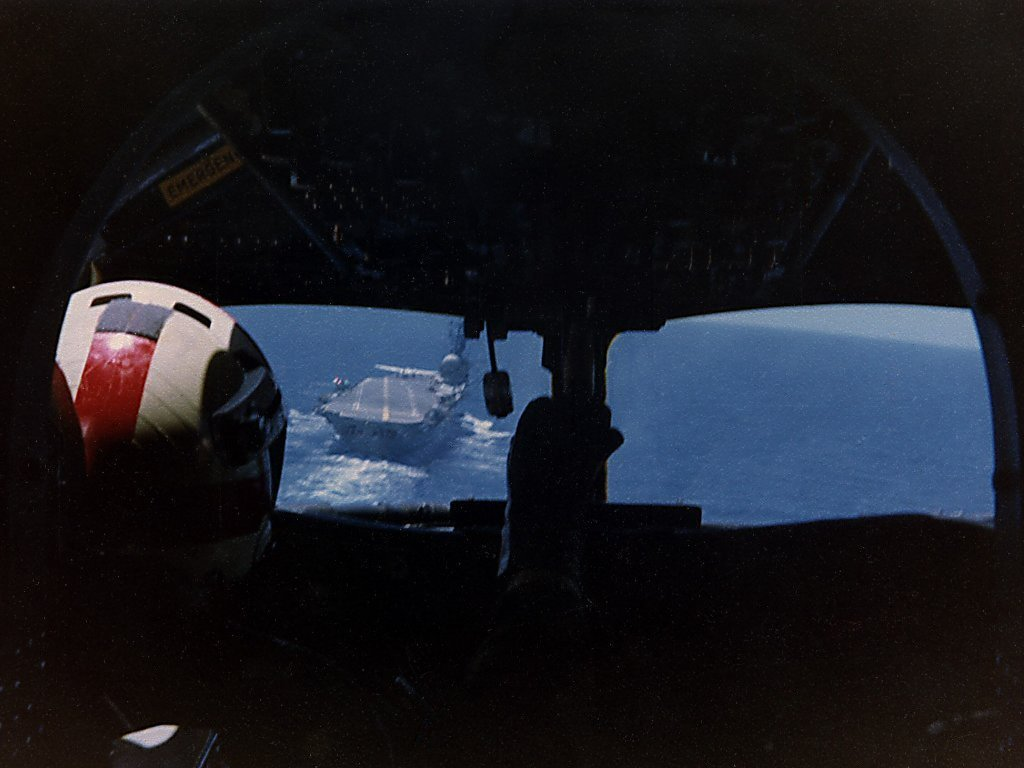
La fase dell'appontaggio sulla portaerei australiana HMAS Melbourne visto dalla cabina di un Tracker australiano

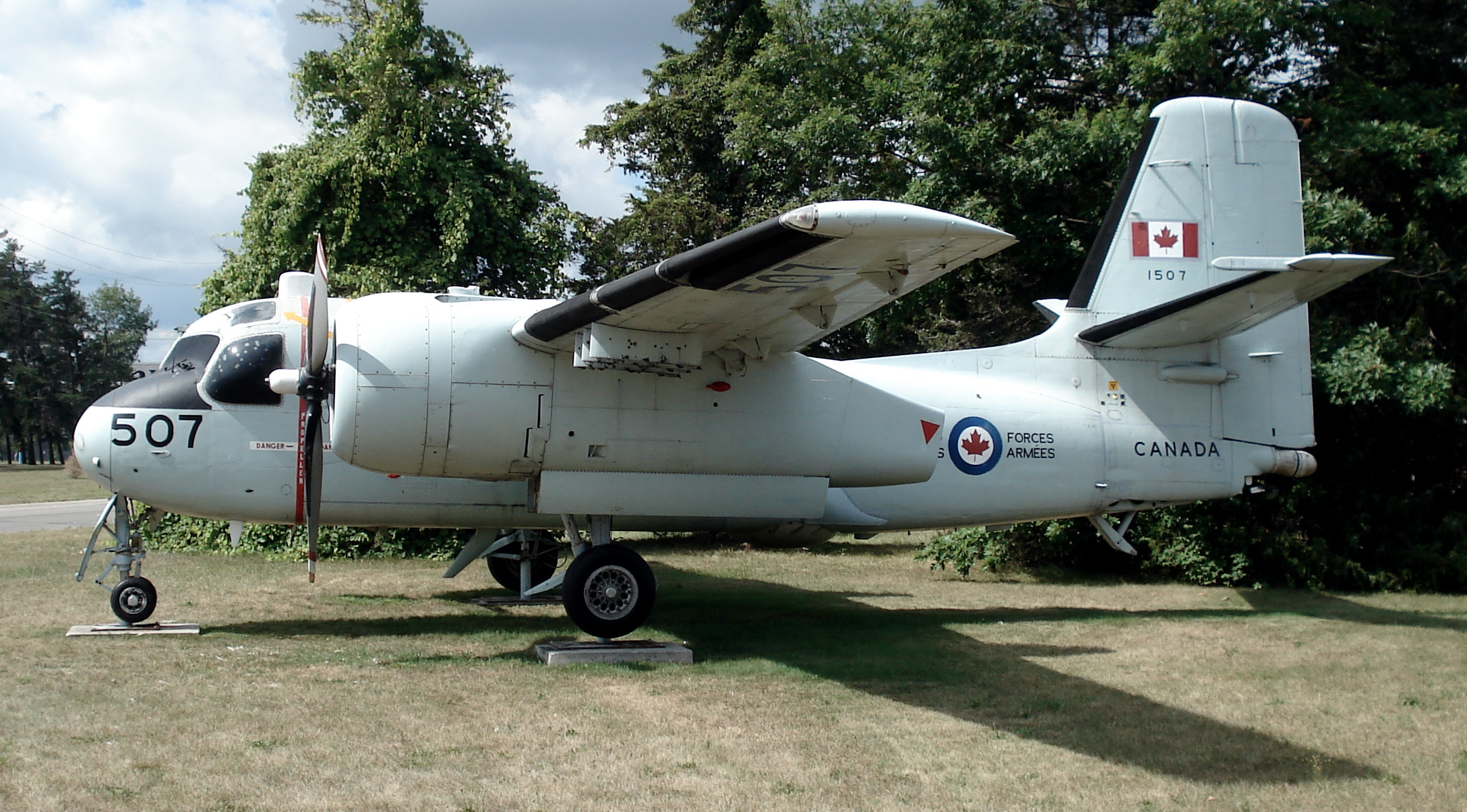
Tracker CS2F-2 di produzione canadese

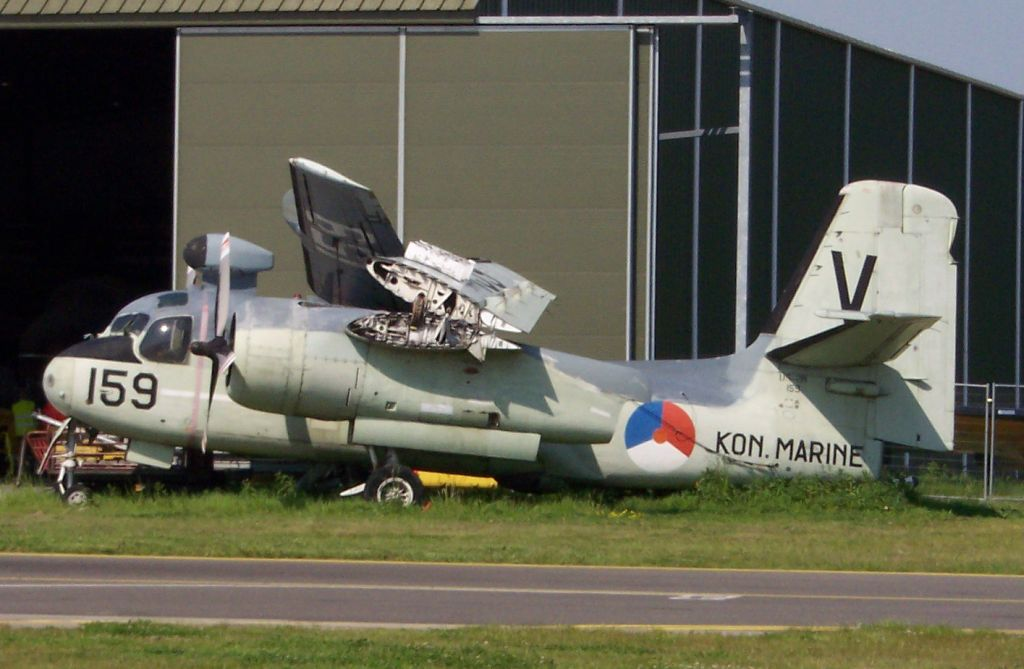
Un S-2 Tracker dell'olandese Koninklijke Marine.

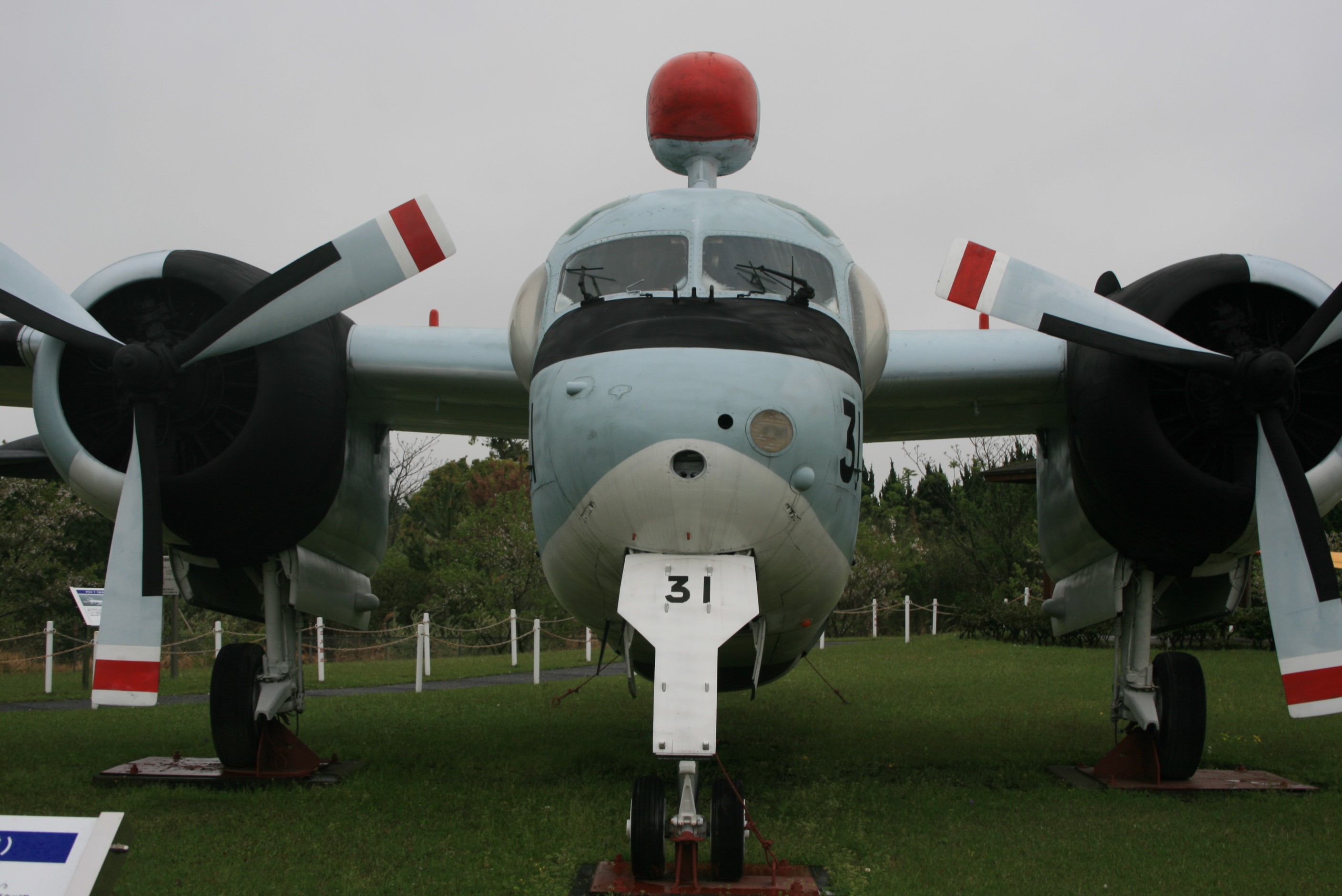
Japan Maritime Self-Defense Force S2F-1 alla base aerea di Kanoya.

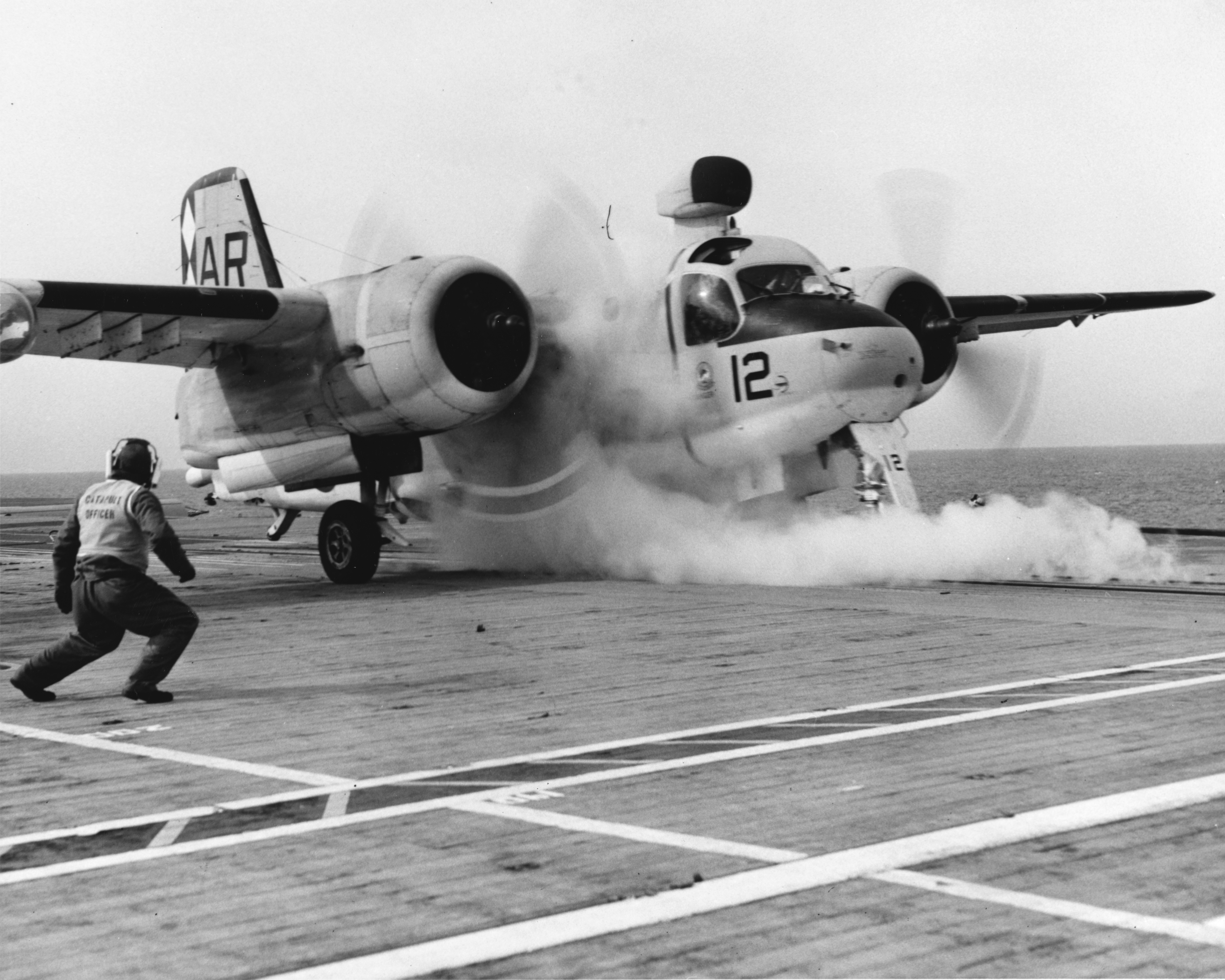
US Navy S-2 Tracker sulla catapulta di lancio della USS Lexington pronto per il decollo il 22 gennaio 1963

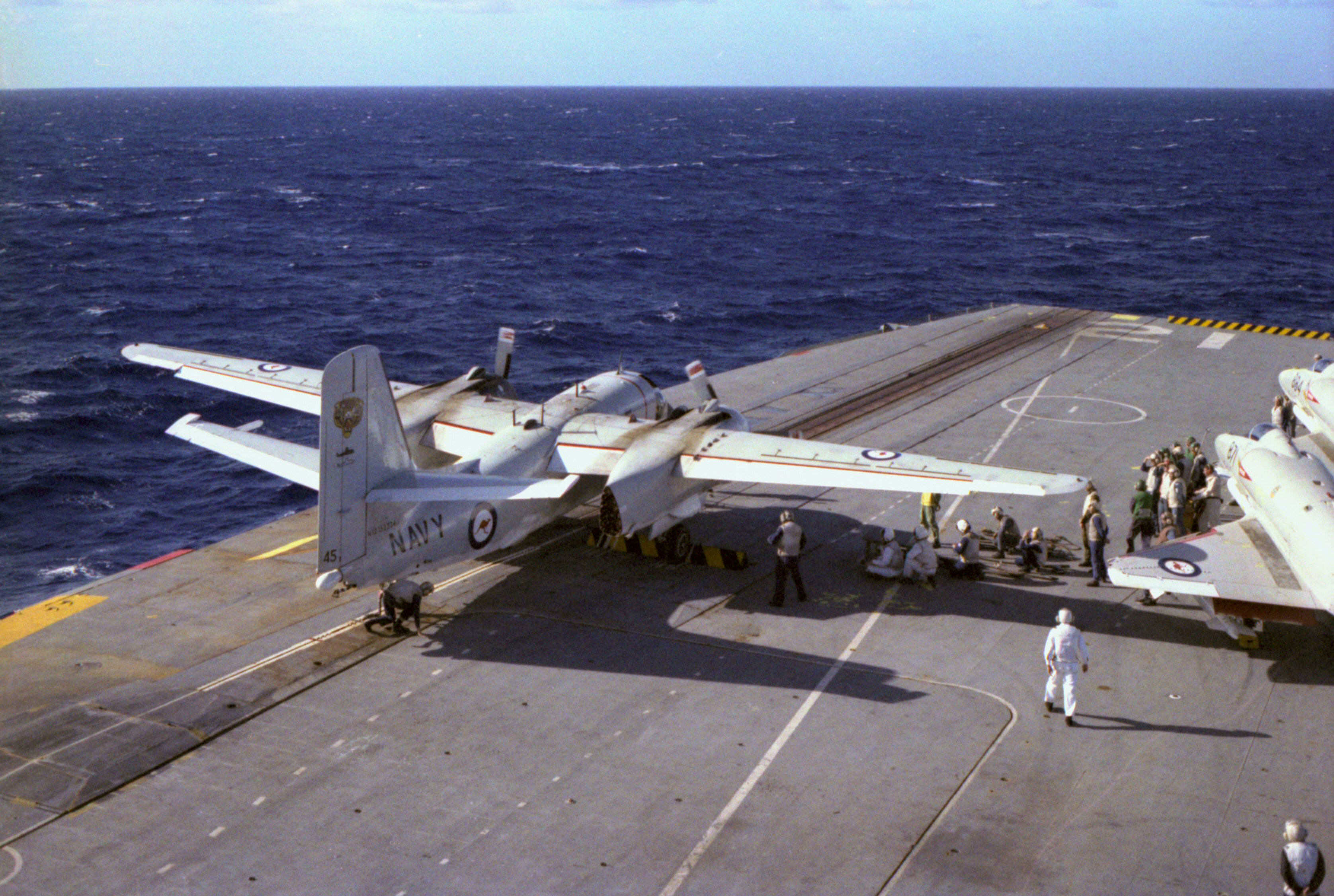
Un Tracker 845 australiano ancora bloccato dai ceppi, si prepara al lancio dalla HMAS Melbourne, 1979

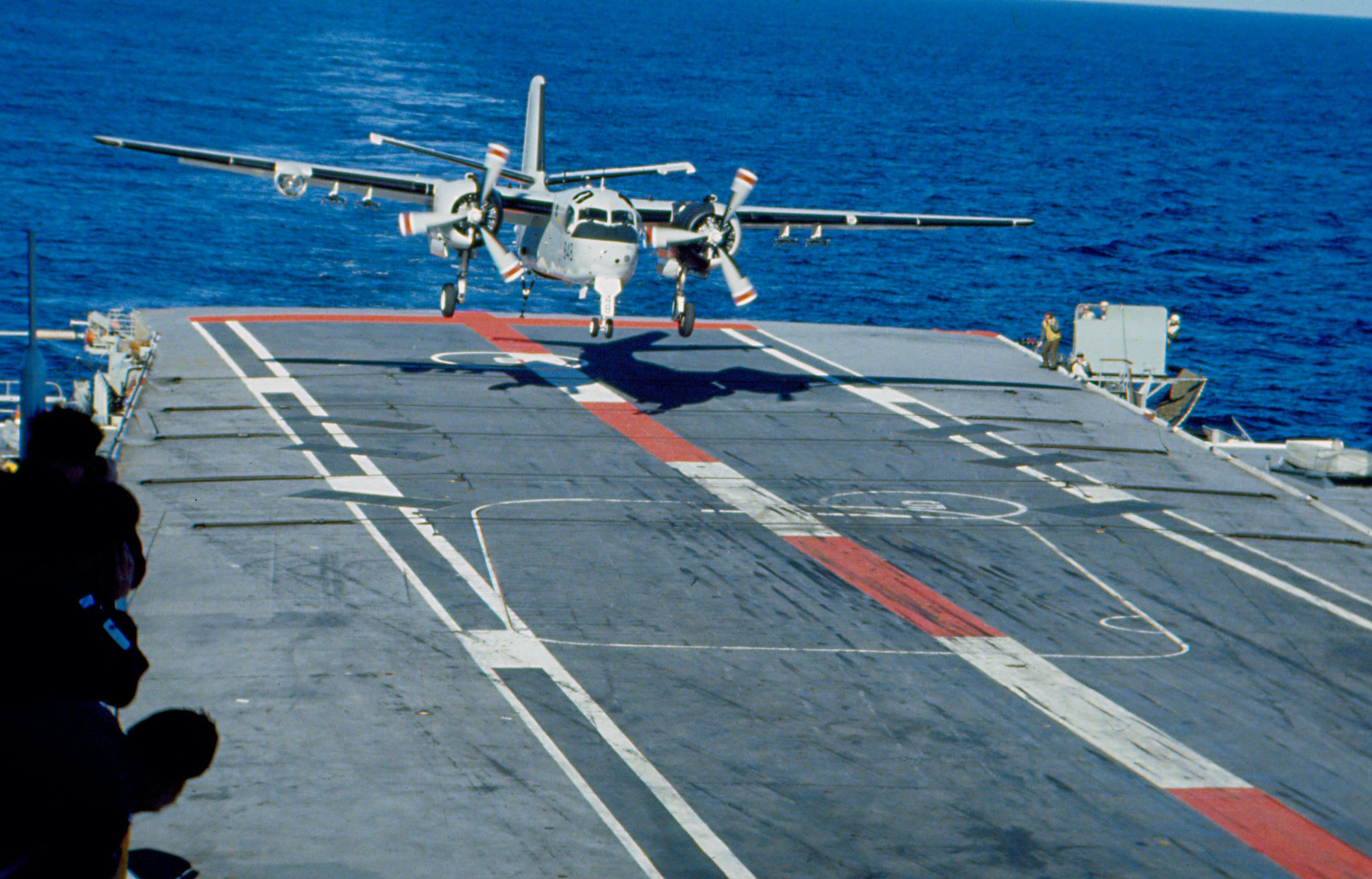
Tracker 848 sta per agganciarsi al cavo sul ponte della HMAS Melbourne, 1980

Argentina
- Aviación Naval

6 S-2A ricevuti nel 1962. Gli S-A furono sostituiti con 6 S-2E ex US Navy, consegnati tra il 12 maggio 1978 ed il dicembre dello stesso anno. Nel 1989 con un accordo con la israeliana IAI fu avviato  un programma di modernizzazione nell'ambito del progetto TATA (Argentine Tracker Turbine Conversion), per la rimotorizzazione con motori turboelica, con il primo esemplare rimotorizzato riconsegnato l'8 agosto del 1993. Gli aerei rimotorizzati e dotati di nuova avionica e strumentazione furono ridesignti S-2T.
 Australia
- Royal Australian Navy

 Brasile
- Força Aérea Brasileira

L'aeronautica militare brasiliana utilizzò i Tracker per conto della Marinha do Brasil fino al loro pensionamento. Hanno operato dalla portaerei NAeL Minas Gerais (ex-HMS Vengeance).
 Canada
- Royal Canadian Navy
- Canadian Forces

 Corea del Sud
- Daehanminguk Haegun

 Giappone
- Kaijō Jieitai

60 S2F-1 in servizio dal 1961 al 1984. Dopo averli ricevuti, 6 S2F-1 furono convertiti in 4 S2F-U e 2 S2F-C. La versione S2F-1 era soprannominata Aotaka(あおたか, Blue Hawk). Un S2F-1 è in esposizione statica presso la Base aerea Kanoya, Kanoya, prefettura di Kagoshima.
 Italia
- Aeronautica Militare
  - 41º Stormo

45 S-2F in servizio dal 1959 al 1978.
 Paesi Bassi
- Koninklijke Marine

Nel 1960 acquisì 17 CS2F-1 ex Royal Canadian Navy. Questi esemplari operarono sia da basi a terra sia dalla portaerei leggera HNLMS Karel Doorman (ex-HMS Venerable) fino al 1968 quando, a causa di un incendio, venne posta fuori servizio dalla Marina olandese.
 Perù
- Fuerza de Aviación Naval

operò con 12 S-2E, acquisiti dalla U.S. Navy nel 1975, e 4 S-2G, anch'essi ex US Navy acquisiti nel 1983, assegnati all'Escuadron Aeronaval N°12 che li utilizzò operativamente fino al 1989.
 Taiwan
- Zhōnghuá Mínguó Hǎijūn

10 S-2A furono ricevuti dagli Stati Uniti il 2 febbraio 1967. A partire dal 16 giugno 1977, i restanti nove S-2A furono sostituiti da 16 S-2E. Ulteriori 18 S-2E furono consegnati a partire dal 1º febbraio 1979. Successivamente, nel 1986, furono consegnati anche alcuni S-2G. Tra il 1991 e il 1993, 27 tra S-2E/G furono aggiornati allo standard S-2T Turbo Tracker e dotati di turboeliche e nuovi sistemi di missione. Gli ultimi S-2T furono ritirati dal servizio il 18 maggio 2017.
 Thailandia
- Air Division of the Royal Thai Navy

 Turchia
- Türk Deniz Kuvvetleri

34 tra S-2A ed S-2E ex Koninklijke Marine ed US Navy in servizio dal 1968 al 1993.
 Stati Uniti
- United States Navy operò i suoi Trackers tra il 1954 e il 1976.
- United States Marine Corps ha avuto in servizio alcuni Trackers.

 Uruguay
- Aviación Naval Uruguaya

L'Armada Nacional ricevette il primo di tre S-2A Trackers il 10 aprile 1965 alla base navale Capitan Curbelo. Il 15 settembre 1982 si vide consegnare un S-2G seguito da altri due il 2 febbraio 1983. Alla fine del settembre 2004, i rimanenti Trackers uruguaiani non erano più in condizione di volo.
 Venezuela
- Aviación de la Marina Venezolana

## Velivoli comparabili
Francia
- Breguet Br.1050 Alizé

 Regno Unito
- Fairey Gannet